# The Workflow management coalition

La WfMC a plus de 300 membres fournisseurs de système de Workflow à travers le monde. Ils représentent toutes les facettes du domaine : fournisseurs de logiciels, universités et consultants.
Le but de la WfMC est de développer des standards dans le domaine de Workflow en collaboration avec les acteurs principaux.

## Standards
- Modèle de référence du Workflow Modèle d'un système de gestion de workflow.
- WfXML Protocole d'échange asynchrone (ASAP) entre systèmes de gestion de workflow (Interface 4 du modèle).
- XPDL Définition de processus (Interface 1 du modèle).